# Araecerus
Genre
Araecerus est un genre d'insectes de l'ordre des coléoptères (insectes possédant en général deux paires d'ailes incluant entre autres les scarabées, coccinelles, lucanes, chrysomèles, hannetons, charançons et carabes), de la famille des Anthribidae.

## Liste d'espèces
Selon ITIS :
- Araecerus coffeae (Fabricius, 1801) ;
- Araecerus constans Perkins, 1900 ;
- Araecerus cumingi (Jekel, 1855) ;
- Araecerus fasciculatus (De Geer, 1775) ;
- Araecerus levipennis Jordan, 1924 ;
- Araecerus varians Jordan, 1946 ;
- Araecerus vieillardi (Montrouzier, 1860).